# Il libro del buio
Il libro del buio (Cette aveuglante absence de lumière) è un romanzo di Tahar Ben Jelloun pubblicato nel 2001. Il romanzo vinse l'International IMPAC Dublin Literary Award nel 2004.
La narrazione si basa sulla testimonianza di un ex recluso di Tazmamart, una prigione segreta marocchina per prigionieri politici, caratterizzata dalle condizioni estremamente dure.

## Edizioni
- Tahar Ben Jelloun, Il libro del buio, Einaudi, 2001,  p. 208, ISBN 88-06-15688-8.